# Paradise for Two
Paradise for Two est un film américain réalisé par Gregory La Cava et sorti en 1927.

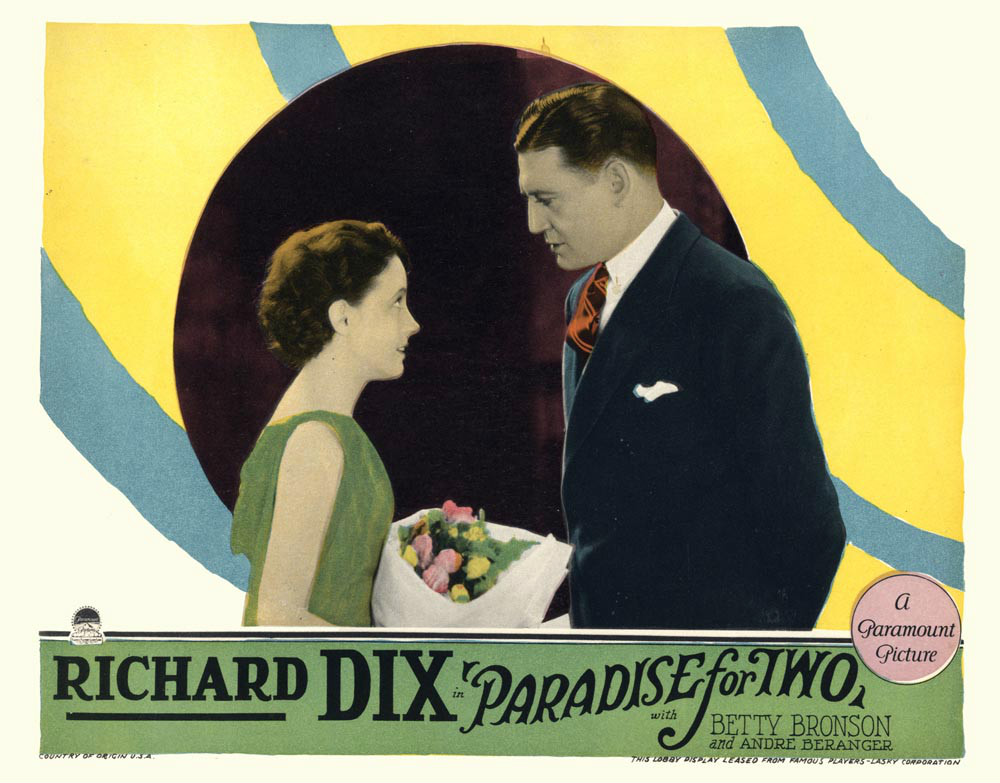
Carte promotionnelle du film.

Une copie du film est conservée à la Bibliothèque du Congrès

## Synopsis
Un jeune célibataire, bien décidé à le rester, hérite d'une très grosse fortune mais doit au préalable se marier pour pouvoir la réclamer.

## Fiche technique
- Réalisation : Gregory La Cava
- Scénario : Ray Harris et Thomas J. Crizer; d'après une histoire de Howard Emmett Rogers
- Producteurs : Adolph Zukor, Jesse Lasky, William LeBaron
- Photographie : Edward Cronjager
- Distributeur : Paramount Pictures
- Durée : 70 minutes (7 bobines)[2]
- Date de sortie : 23 janvier 1927

## Distribution
- Richard Dix : Steve Porter
- Betty Bronson : Sally Lane
- Edmund Breese : oncle Howard
- George Beranger : Maurice
- Dorothy Appleby : jeune fille